# Dichagyris albicolaris
Dichagyris albicolaris är en fjärilsart som beskrevs av Igor Kozhanchikov 1930. Dichagyris albicolaris ingår i släktet Dichagyris och familjen nattflyn. Inga underarter finns listade i Catalogue of Life.